# Фолксономия
Фолксономия (на английски: folksonomy) е метод за съвместно създаване и управление на тагове за поясняване и категоризиране на съдържание. Тази практика е известна също като съвместно тагване, социална класификация, социално индексиране и социално тагване. Тагване означава определянето на ключови думи, които насочват читателя така че да може да открие информация по основните въпроси.
Фолксономията става популярна в Мрежата около 2004 г. като част от социалните приложения от рода на социален букмаркинг. Тагването, което е една от определящите характеристики на Web 2.0 услугите, позволява на потребителите заедно да класифицират и намират информация.
Дизайнерите на тази система за класификация се надяват чрез използването на тагове значително да се подобри извличането на информация от уеб сайтове, т.е., намирането на информация по този начин е по-разбираемо за хората.
Фолксономия е съставен термин от думите folks и таксономия, създаден от Томас Вандер Вал.